# ديرموت كراولي
ديرموت كراولي (بالإنجليزية: Dermot Crowley)‏ مواليد 19 مارس 1947 في كورك، جمهورية أيرلندا، هو ممثل أيرلندي بدأ مسيرته الفنية عام 1976.

## الأعمال
- حرب النجوم الجزء السادس: عودة الجيداي
- بابل
- منزل كئيب
- الأجنبي

## وصلات خارجية
- ديرموت كراولي على موقع IMDb (الإنجليزية)
- ديرموت كراولي على موقع قاعدة بيانات الأفلام العربية
- ديرموت كراولي على موقع ألو سيني (الفرنسية)
- ديرموت كراولي على موقع ميوزك برينز (الإنجليزية)
- ديرموت كراولي على موقع أول موفي (الإنجليزية)
- ديرموت كراولي على موقع قاعدة بيانات برودواي على الإنترنت (الإنجليزية)
- ديرموت كراولي على موقع قاعدة بيانات الأفلام السويدية (السويدية)
- ديرموت كراولي على موقع قاعدة بيانات الفيلم (الإنجليزية)
- ديرموت كراولي على موقع كينوبويسك (الروسية)